# Idéalisme magique

Le pouvoir du feu prométhéen dans un tableau d'Angerer l'Ancien.

L'idéalisme magique est l'extension du sens philosophique de l'idéalisme aux sphères littéraire, artistique et ésotérique. Le terme a été inventé par le poète allemand Novalis pour décrire sa conception romantique du monde, dérivée de l'idéalisme transcendantal de Kant et de Fichte. Le concept a été repris entre autres par le philosophe italien, Julius Evola, qui met l'accent sur la signification idéaliste du pouvoir créateur du Soi comme « individu absolu ».

## Novalis

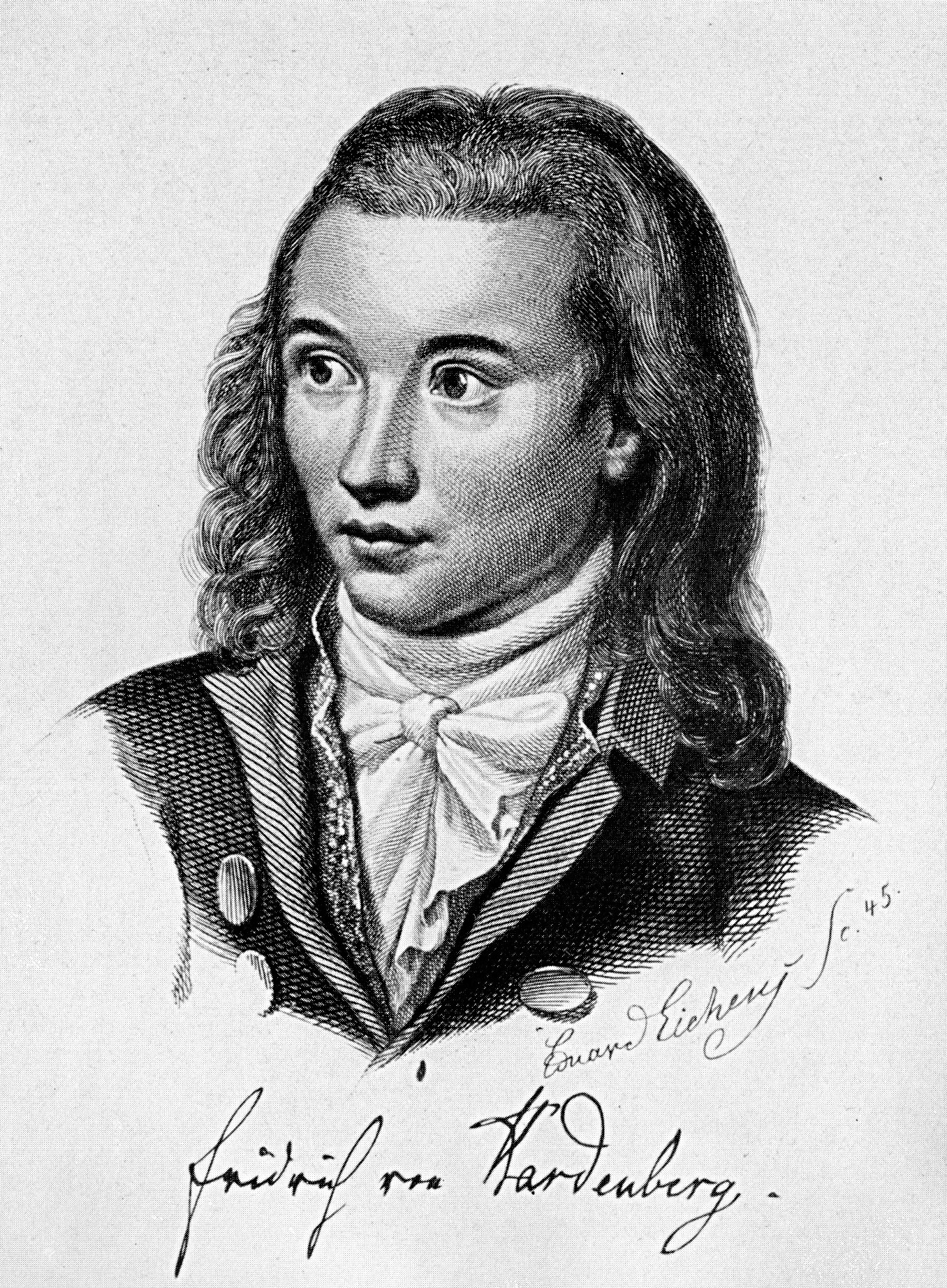
Le romancier allemand Novalis.

L'« idéalisme magique » de Novalis (1772-1801) se présente comme une reprise de l'idéalisme de Fichte, qui voit le moi comme le créateur absolu et inconditionnel de la réalité. Novalis, cependant, entend élargir sa valeur avec des significations mythiques et fantastiques : précisément parce qu'elle est inconditionnée, la création de l'Ego est en dehors de toute logique contingente et donc nécessairement prodigieuse. Elle fonctionne de manière analogue au processus par lequel l'Un du néoplatonicien Plotin génère les hypostases.
L'intérêt de l'idéalisme de Fichte réside donc pour Novalis dans ses fermenta cognitionis (« ferments de connaissance »), c'est-à-dire dans la capacité "alchimique" de susciter de nouvelles possibilités philosophiques et poétiques capables d'aller au-delà de Fichte lui-même. Reprenant notamment sa notion d'« imagination productive », déjà introduite par Kant, Novalis voit le monde comme le résultat d'une incantation, d'une magie, qui nous amène à prendre pour réel ce qui est en vérité notre création inconsciente. L'idéalisme est donc aussi la capacité de se réapproprier cette force magique disruptive, en prenant conscience du pouvoir créateur de l'Idée, en l'utilisant volontairement pour conformer la matière au génie de l'esprit.

Puisque l'Ego est essentiellement un acte, une action dynamique, la nature n'est rien d'autre que sa solidification, c'est-à-dire l'activité pratique de l'Esprit qui s'est arrêtée et qui constitue donc en un certain sens son passé, tandis que l'Ego qui s'en est détaché, est allé au-delà. De là découle pour Novalis une analogie secrète entre le microcosme et le macrocosme, basée sur la correspondance, d'une part, entre l'âme individuelle et le corps physique, et d'autre part entre l'Âme de l'Univers et l'être humain lui-même.

« Nous rêvons de voyages à travers l'univers : mais l'univers n'est-il pas en nous ? Nous ne connaissons pas les profondeurs de notre esprit. - C'est vers l'intérieur que mène le chemin mystérieux. En nous, ou nulle part, se trouve l'éternité avec ses mondes, le passé et l'avenir. Le monde extérieur est le monde des ombres, il projette son ombre dans le royaume de la lumière. »

— Traduction libre de Novalis, extrait du frammento 540
La nature doit donc être comprise pour Novalis comme le reflet de l'être humain à l'opposé de la vision sensualiste de la pensées des Lumières qui la réduisait à un objet à exploiter. Elle est imprégnée de la même morale que celle présente dans notre intériorité qui la place hors d'elle-même.
La tâche de l'idéalisme magique, grâce à la poésie transcendantale qui unit poésie et philosophie, est de redécouvrir comment « tout est conte de fées », et que plus que la science « la poésie est le réel véritablement absolu ». Cette compréhension n'est pas celle des anciennes formes naturalistes du « réalisme magique » archaïque qui percevait la magie dans les phénomènes extérieurs. Elle se fait plutôt en retrouvant la magie dans l'activité interne du moi transcendental, c'est-à-dire en recréant librement le non-moi qu'il pose inconsciemment.

## Julius Evola
Alors que Novalis concevait son idéalisme magique comme inspiré par le christianisme, celui de l'ésotériste italien Julius Evola (1898-1974) s'en éloigne pour en faire un idéalisme absolu dépourvu de tout présupposé objectiviste, bien que reprenant par exemple la notion de volonté comme "énergie magique."

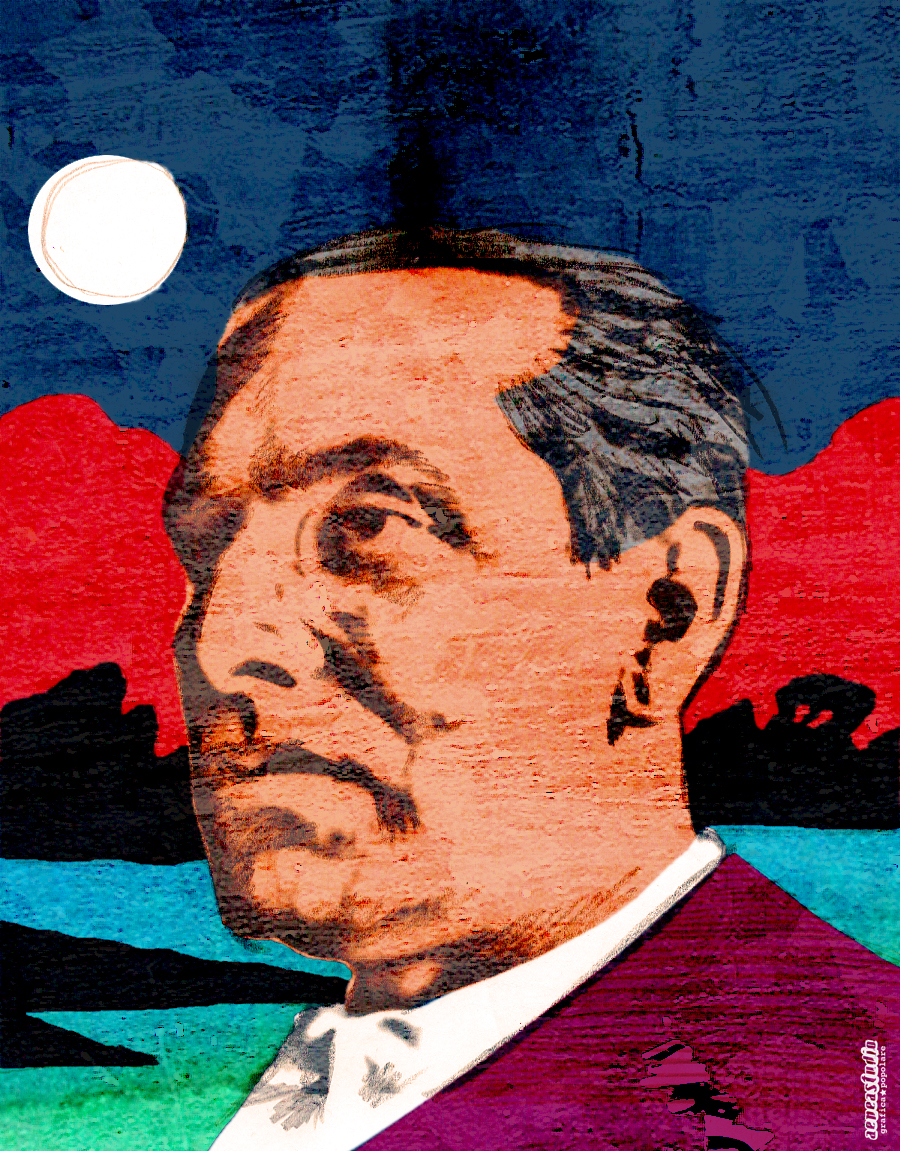
Portrait dadaïste de Julius Evola.

Evola s'inspire à la fois des figures de Stirner, Michelstaedter, Braun, Hamelin et Keyserling mais aussi des courants occultistes italiens du XXe siècle, de la théosophie à l'anthroposophie en passant par l'orientalisme. Il critique, cependant, ces courants ésotériques, donnant la primauté à une mythique Tradition qui serait la seule dépositaire de la sagesse éternelle. Il entend ainsi apporter un idéalisme différent, plus complet que celui requis par son époque, se proposant comme une alternative initiatique au néo-idéalisme de Croce et Gentile, avec lequel il entend en effet se mesurer et "régler ses comptes", en particulier avec l'Actualisme.
L'acte pur du Moi dans lequel l'actualisme de Gentile résout toute la réalité n'est en fait pour Evola qu'un principe théorique ou épistémologique dès lors qu'il est dépourvu de mise en œuvre pratique. Pour lui, il ne sert à rien d'affirmer que le non-moi est un simple produit du Moi si l'on continue à subir passivement son déterminisme dans les événements de la vie. Il est donc nécessaire de transformer la théorie philosophique en praxis pratique, et cela ne peut se produire que dans la pratique magique et hermétique :
— Traduction libre de Julius Evola, extrait de L'idealismo magico, pag. 83, a cura di G. de Turris, Mediterranee, 2006
L'acte mental par lequel l'idéalisme nie l'existence de la réalité extérieure doit donc devenir une œuvre concrète de destruction, reconnaissant le Moi comme le seul « individu absolu », avec tout ce qu'implique une telle position, étant donné que pour Evola dans le "présupposé épistémologique de l'idéalisme magique, le solipsisme est implicite". D'après les écrits d'Evola, il faut passer par trois épreuves : le feu, la souffrance et  l'amour, pour accomplir le développement spirituel de l'individu :
1. L' épreuve du feu est la première étape sur le chemin initiatique de l'idéalisme magique dans lequel on fait l'expérience du déni radical de tout principe extérieur à soi dans sa conduite de vie. Il s'agit, métaphoriquement, de brûler dans le feu alchimique purificateur tout ce qui s'oppose au Moi. Tout ce qui est considéré comme objectif est vu comme une "négation" ou une action négative qui s'oppose à l'action active du sujet[2].
2. L' épreuve de la souffrance est la deuxième phase dans laquelle on accepte de subir le démantèlement de sa vie. Il s'agit de ne surtout pas nier cette désintégration car cette négation créerait encore un lien avec la vie qu'on cherche à dépasser. Or, il faut se libérer de la dépendance à l'objet qu'on cherchait à nier[2].
3. L'épreuve de l'amour est finalement celle dans laquelle le Moi n'a plus besoin de s'opposer à rien, s'autodéterminant selon le principe taoïste de « l'agir sans agir » (wei-wu-wei). Contrairement à l'action violente qui confirme la réalité des choses comme antithèse du Moi, l'amour inconditionnel permet de dépasser cette opposition[14]. Ce n'est que dans l'amour inconditionnel que le Moi récupère le pouvoir qu'il avait cédé au monde pour le nier[2].

« Le principe fondamental de la magie est que pour vraiment posséder une chose, il faut la vouloir non pas pour soi-même mais pour elle-même, c'est-à-dire l'aimer ; que désirer c'est se fermer la voie à la réalisation ; que la violence est le moyen du faible et de l'impuissant, l'amour et la douceur celui du fort et du maître. C'est la doctrine profonde du taoïsme : ne pas vouloir avoir pour avoir, donner pour posséder, céder pour dominer, se sacrifier pour réaliser." »

— Traduction libre de Julius Evola, extrait de L'idealismo magico, pag. 89, a cura di G. De Turris, Mediterranee, 2006
À travers le chemin occulte de l'amour, l'Ego s'éprouve comme un pouvoir infini et une liberté absolue, prenant possession de cette force créatrice de la réalité, pour laquelle l'idéalisme magique d'Evola trouve une contrepartie artistique dans le dadaïsme.

## Autres utilisations du concept
D’autres références à l’idéalisme magique se trouvent chez le philosophe russe Pavel Alexandrovitch Florenskij (1882-1937). Le professeur de philosophie David Farrell Krell définit également l'idéalisme magique comme un « idéalisme thaumaturgique ».
Dans le domaine littéraire, l'histoire du protagoniste du Loup des steppes d'Hermann Hesse dans le « Théâtre magique » s'inspire de l'idéalisme magique de Novalis. Plus récemment, les romans de l'écrivaine colombienne Ángela Becerra sont considérés comme caractérisés par un idéalisme magique.